# محمد بن عبد الله بن خالد آل خليفة
الشيخ محمد بن عبدالله بن خالد آل خليفة ، عسكري وطبيب بحريني ، رئيس المجلس الأعلى للصحة منذ 28 يناير 2013. وهو الإبن الأكبر للشيخ عبدالله بن خالد آل خليفة رئيس المجلس الأعلى للشؤون الإسلامية السابق.

## عن حياته
الشيخ محمد بن عبدالله هو الإبن الأكبر للشيخ عبدالله بن خالد آل خليفة رئيس المجلس الأعلى للشؤون الإسلامية السابق.
عمل في قوة دفاع البحرين حيث شغل منصب قائد الخدمات الطبية بقوة الدفاع خلال الفترة 1978 حتى 1999
وفي 24 ديسمبر 1992 صدر أمر أميري بترقيته من رتبة عميد طبيب إلى رتبة لواء طبيب
وفي 24 أبريل 1999 صدر مرسوماً بتعينه وكيلاً لوزارة الدفاع 
وفي 29 يناير 2001 صدر أمر أميري بترقيته من رتبة لواء إلى رتبة فريق إعتباراً من 5 فبراير 2001 
وفي 11 ديسمبر 2006 صدر مرسوماً بتشكيل الحكومة حيث عُين وزيراً للدولة لشؤون الدفاع  وشغل المنصب حتى 6 ديسمبر 2014
وفي 28 يناير 2013 صدر مرسوماً بإنشاء المجلس الأعلى للصحة حيث عُين رئيساً للمجلس 
وفي سنة 2020 ترأس الفريق الوطني للتصدي لجائحة كورونا في مملكة البحرين
وفي 5 أبريل 2023 تم تزكيته رئيساً لمجلس إدارة جمعية الهلال الأحمر البحريني 